# Glidden (Wisconsin)
Glidden – jednostka osadnicza w Stanach Zjednoczonych, w stanie Wisconsin, w hrabstwie Ashland.